# Eucharis candida
Eucharis candida là một loài thực vật có hoa trong họ Loa kèn đỏ. Loài này được Planch. & Linden mô tả khoa học đầu tiên năm 1853.

## Hình ảnh

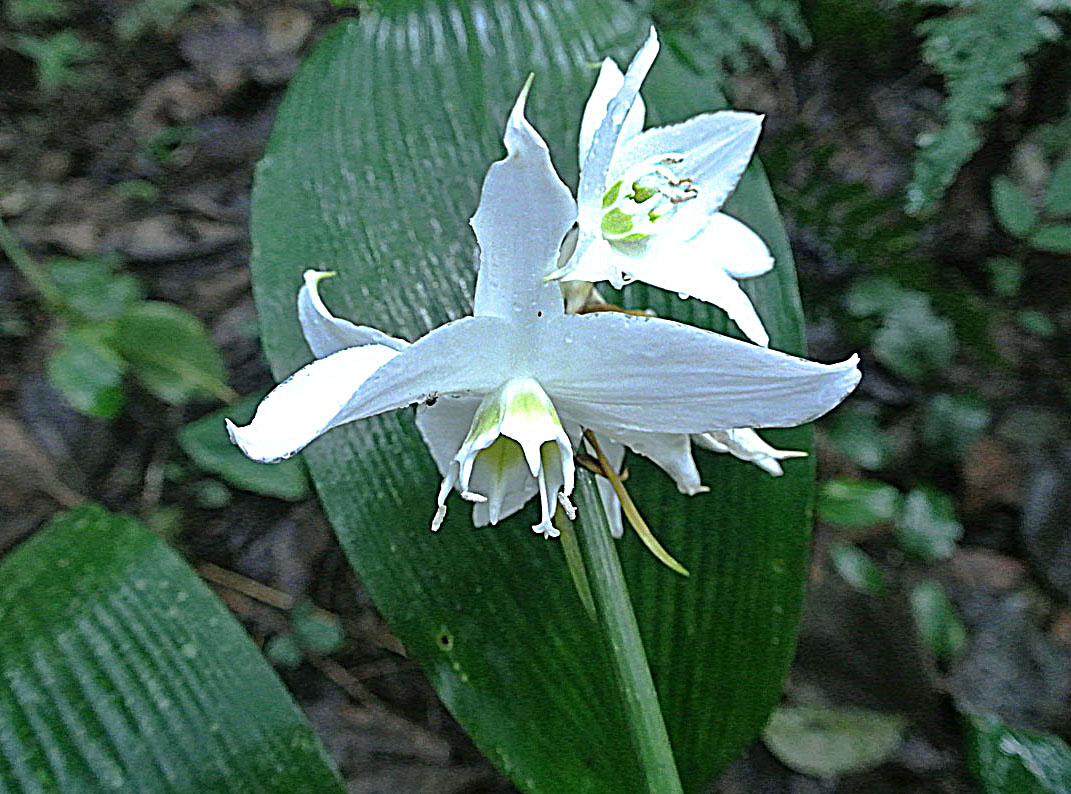